# Rudolf Bamberger
Pour les articles homonymes, voir Bamberger.
Rudolf Bamberger (né le 21 mai 1888 à Mayence, mort en janvier 1945 à Auschwitz) est un chef décorateur allemand.

## Biographie
Rudolf Bamberger et son frère Ludwig Berger sont les fils du banquier Franz Bamberger et son épouse Anna Klara Lewino. Il fait d'abord une formation dans le commerce puis étudie la musique à Leipzig. Il suit une formation complémentaire en design artistique à l'université des arts de Berlin. Avec , Bamberger travaille au théâtre d'État de Mayence pendant la Première Guerre mondiale, comme en 1916 lors de la mise en scène de La finta giardiniera de Mozart en 1916. À Berlin, Bamberger conçoit les décors pour les films de son frère et les décors et costumes pour les productions théâtrales de Berger, Himmel und Hölle et Die Heilige aus USA. Rudolf Bamberger est également auteur. Un voyage à Hollywood en 1927 aux côtés de Ludwig ne donne aucun film.
Peu de temps après le début de l'ère du cinéma sonore, Rudolf Bamberger se lance dans la réalisation de documentaires. Avec Curt Oertel, il fonde sa propre société de production en 1932. Dans la période qui suit, la plupart des courts métrages documentaires sont créés sur les cathédrales de Naumbourg, Mayence et Strasbourg. À la suite de la prise du pouvoir des nazis, Bamberger, d'origine juive, est obligé de quitter l'Allemagne en 1934 et suit brièvement Ludwig à Paris et à Londres. En 1938, Bamberger et sa femme, l'actrice Hanna Waag, s'installent au Luxembourg. Il trouve un emploi dans une brasserie. Après le débarquement des Alliés en Normandie, Bamberger est arrêté en 1944 et déporté à Auschwitz à l'automne de la même année. Son dernier signe de vie remonte au 9 décembre 1944, alors qu'il se trouve dans le Block 20 du bâtiment des détenus. Bamberger meurt quelques semaines avant la libération du camp dans des circonstances inexpliquées.

## Filmographie
- 1921 : Der Roman der Christine von Herre
- 1923 : Ein Glas Wasser
- 1923 : Cendrillon
- 1925 : Rêve de valse (de)
- 1927 : Les Maîtres-chanteurs de Nuremberg
- 1929 : Das brennende Herz